# Imavere
Imavere är en ort i Estland. Den ligger i Imavere kommun och landskapet Järvamaa, i den centrala delen av landet, 100 km sydost om huvudstaden Tallinn. Imavere ligger 69 meter över havet och antalet invånare är 486.
Terrängen runt Imavere är mycket platt. Runt Imavere är det glesbefolkat, med 11 invånare per kvadratkilometer. Närmaste större samhälle är Põltsamaa, 14,5 km sydost om Imavere. Omgivningarna runt Imavere är en mosaik av jordbruksmark och naturlig växtlighet.